# Орешак (област Варна)
 За другото българско село вижте Орешак (Област Ловеч).  
Орешак е село в Североизточна България. То се намира в община Аксаково, област Варна, на 13 km северно от град Варна.
Старото име на селото е Джевизли („Орехова градина“).

## География
Село Орешак се намира в североизточна България, област Варна. Центърът на селото е с географски координати 430 18І 04.94ІІ N 270 54І 48.76ІІ E
Към селото има два подхода, северен, с отклонение от пътя за гр. Балчик и южен, от гр. Варна, по пътя край село Каменар.

## История

### Основаване
В „Летописна книга на с. Джевизлий“, съставена и написана до 30.07.1929 г. от свещеник Христо Димитров, служил в църквата „Св. Пророк Илия“ в същото село, е записано следното: „Отчасти се е доказало от някои стари хора, които по предание от техни прадеди са запомнили: Помни се, че през 1826 г. днешното село Джевизлий се е представлявало само от три турски къшли (скотовъдни обори) и когато вече почнали да го заселват днешните му жители, турците са си продали къшлите и заминали да живеят в Цариград. Днешните жители са дошли да живеят тук от Камчийския край, Варненско, от селата Голица, Ески Арнаутлар /днешно с. Староселец/, Кору Кьой /днешно с. Горица/ и Ак дере /днешен гр. Бяла/, за по-добро местоположение. По народност са българи, източно-православни. Иноверци в селото няма, други народности също няма".
Първите заселници, около 1828 г., са родовете на Коджа Костадин, родом от Еленско, преселник от Челебикьой /днешно с. Господиново/, Лааз Георги, от село Голица, Коджа Йоргаки от Ени Кьой /днешно с. Куманово/ След Руско-Турската война, 1828 – 1830 г. тук пристигат още 17 фамилии от Бесарабия с биволски и волски каруци на път за родните си места – Чирпанско и Старозагорско. Те остават близо да селото временно, за да оцелеят от люта зима – изплитайки сушини за себе си и за добитька по закътани места в деретата, но след това решили и останали да живеят в селото. Между тези фамилии били родовете на Коджа Данаил, Джамбаз Георги, Дядо Тома, Дядо Съби, Коджа Панайот и др. По-късно се заселват и родове от Ямболско, Панагюрище и от Сливенския край, част от които са преки потомци на войводата Хаджи Димитър.

### Освобождение на България
Освобождението идва на Еньовден 1878 г., когато руски войски минават през селото. През 1910 г. при преименуването на селищата около гр. Варна, по идея на братя Шкорпил, с. Джевизлий е наречено Сборно. Това име не е получило популярност и не е прието от местните хора, поради което през 1936 г. назначената комисия преименува селото Орешак.
Запитани за произхода си, всички стари жители на с. Орешак, които наричали гагаузи, отговаряли, че са „ески болгар“ /стари българи/ или „хасъл болгар“ /специални, най-истински българи/.
През 1929 година в селото се създава Кредитна кооперация „Извор“.
До 1955 г. в селото имало 207 къщи и около 1000 души население. Местните хора знаели как се „хващат“ подземните води и изградили 46 каменни чешми в селото и около него. Седемте воденици изградени в ръкавите на реката мелели най-доброто брашно във Варненско и събирали мливари чак от Добруджа. През 1936 г.било завършено уникално за времето си водно съоръжение по поречието на Батовската река, съдържащо десетки баражи, водни стаи, каптажи и помпената станция „Батова“. През 1943 г. с. Орешак било електрифицирано.
През 1958 година в Орешак се създава Трудово кооперативно земеделско стопанство (ТКЗС) „Жечка Карамфилова“.
След принудителното отнемане на земята от селяните, в периода 1958 – 1961 г., започнало масово изселване към гр. Варна, в резултат на което в селото останали само възрастните жители. Към месец март 2014 г. селото наброява 156 души с постоянно местожителство, а поради многото закупени и застроени имоти, сезонно живеят близо още 400 души. Построени са приблизително 600 нови къщи. В селото се провежда конно състезание през 1985 година.

## Население
По исторически данни през 1873 г. селото наброява 49 къщи със 165 жители притежаващи общо 1667 глави добитък и заплаща данъци на обща стойност 5844 гроша. Според написаното през 1929 г. от свещеник Христо Димитров: „От начало (около 1831 г), селото е броило около 30 къщи, до постройката на черквата (1890 г.) около 80 къщи, а днес (1924 г.) 135 къщи. Увеличението на селото става постепенно, защото повечето от къщите са големи, с по няколко стаи и там три до четири сина на един баща, могат да прекарат по няколко години, докато си направят отделни къщи“.
Численост на населението според преброяванията през годините:
| \| Година на преброяване \| Численост \| \| --------------------- \| --------- \| \| 1934 \| 872 \| \| 1946 \| 852 \| \| 1956 \| 712 \| \| 1965 \| 392 \| \| 1975 \| 267 \| \| 1985 \| 202 \| \| 1992 \| 187 \| \| 2001 \| 263 \| \| 2011 \| 281 \| \| 2021 \| 291 \| |           |
| Година на преброяване | Численост |
| 1934 | 872       |
| 1946 | 852       |
| 1956 | 712       |
| 1965 | 392       |
| 1975 | 267       |
| 1985 | 202       |
| 1992 | 187       |
| 2001 | 263       |
| 2011 | 281       |
| 2021 | 291       |

### Етнически състав

#### Преброяване на населението през 2011 г.
Численост и дял на етническите групи според преброяването на населението през 2011 г.:
|                     | Численост | Дял (в %) |
| Общо                | 281       | 100.00    |
| Българи             | 263       | 93.59     |
| Турци               | –         | –         |
| Цигани              | –         | –         |
| Други               | 7         | 2.49      |
| Не се самоопределят | –         | –         |
| Неотговорили        | 11        | 3.91      |

## Религии
- Православно християнство

## Културни и природни забележителности

### Православен храм „Свети Пророк Илия“
Храмът „Свети Пророк Илия“ е построен в периода 1883 г.-1890 г.с труда и средствата на местните жители.

### Народно читалище „Светлина 2007“
Народно читалище „Светлина 2007“ с. Орешак, Община Аксаково, област Варна е регистрирано през 2007 г. във Варненски окръжен съд и е продължител на традициите на читалището създадено в село Орешак, Варненско, през 1926 г. от учителите Тодорка и Петър Тодорови.
Дейността на читалището включва разнообразни дейности, свързани с просвещението, културата и запазване на традициите на нашите предци, автентичния местен фолклор, празниците, бита и обичаите, опазване на родовата памет на предходните поколения за бита, отглеждането и възпитанието на поколението и неговото добруване.
Читалището разполага със собствена музейна етнографска сбирка, която съдържа оригинални експонати на стари, над сто годишни местни облекла и носии, домашен стан за тъкане на платно и черги, прибори и пособия ползвани в старо време от нашите деди. Тази сбирка, създадена с много желание, търпение и любов от всички жители на селото, отразява духа на българския бит и дава възможност на всеки, който я разгледа, да се докосне до атмосферата и автентичността на стари и забравени вече времена, в които са живели предците ни.
Към читалището е създадена самодейна певческа група за автентичен местен фолклор, която участва в много надпявания и събори, включително и от конкурсен характер и пази и съхранява богатството и многообразието на българската народна песен. Част от местните обичаи са съхранени от група самодейци, чрез атрактивна сценична възстановка на обичаите „Коледуване“ и „Посрещане на кумовете“.
Библиотеката на читалището е създадена от дарителските акции на читалищните членове и съдържа над 1500 броя качествени книги и издания, които са на разположение на читателите от всички възрасти. Читалището работи по програми и проекти на Министерството на културата, както и по проекти, приети от читалищното настоятелство.
Читалището има амбицията и полага непрестанни усилия и усърдие да запази духа на нашите предци, жаждата на народа ни за знание и просвещение, да запазим огъня, който е горял в сърцата на поколения българи да обичат родното и българското, да пазят традициите, песните, танците, обичаите, трапезата и рецептите за вкусните гозби, коледуването, лазаруването, седенките, именните дни, кукерските празници, обреди и обичаи присъщи само на нашето или на друго село, от където е коренът ни. Читалището е люлка и дом на просвещението. То дарява малките с топлина и уют, младите с дух и кураж, възрастните с познание и старите със спокойствие, че е съхранено създаденото от тях. Тук хората от всички поколения могат да общуват и предават един на друг своите знания, песни, разкази и легенди. По-възрастните могат да се учат да общуват в нови непознати пространства, като електронните мрежи, които в тяхната младост не са били открити. Всички заети с читалищната дейност се трудят да творят и пишат история за родовете си, която по-младите от тях като четат, да знаят какво са род, народ, родина и да ги ценят и пазят от забрава. Девизът на читалището е „Пазим и съхраняваме, а съхраненото предаваме на последователите си“.

### Училище
Училището в с. Орешак е построено от майстор Добри Генчев от Габровско през 20-те години на миналия век, с даренията и с доброволния труд на местните жители. Откриването му е извършено през 1928 г. За да се самоиздържа и да се плащат заплатите на учителите, селяните дарили на училището 250 декара обработваема земеделска земя, която собственост е документирана в Държавен архив гр. Шумен. До 1961 г. всички деца родени в с. Орешак са учили и завършвали основното си образование в това училище, но след отнемането на земеделската земя от собствениците им в края на 50-те години на миналия век, от тогавашната власт и последвалото масово изселване на младите хора към град Варна, училището обезлюдяло и било закрито. Към 2014 г. в сградата на бившето училище се помещават кметското настоятелство, Народно читалище „Светлина-2007 г.“ и медицински пункт.

### Паметници
През 2006 г. в центъра на селото е открит паметник на създателите на селото и загиналите през войните мъже, отдали живота си за България.

## Редовни събития
Храмовият празник на село Орешак е на 20 юли, Илинден. Официалният празник (сборът на селото) се празнува на първата неделя след Илинден, в центъра на селото. Празнуват се националният и официалните празници на Република България, както и всички църковни и народни празници и местни обичаи и ритуали.

## Личности
- Иван Янков (р. 1951) – български борец, олимпийски медалист